# Lista de jogos eletrônicos de Os Simpsons

Anúncio do The Simpsons, o primeiro jogo eletrônico lançado estrelando a família Simpson. Ele retrata os quatro personagens disponíveis para jogar e Maggie, a personagem que devem resgatar.

Os Simpsons é uma série de televisão animada de comédia criada por Matt Groening para a Fox Broadcasting Company. Ela é uma paródia satírica de um estilo de vida americano de classe média, epitomizada por sua família homônima, que consiste em Homer, Marge, Bart, Lisa e Maggie. É situada na cidade fictícia de Springfield, e lampe a cultura americana, a sociedade e a televisão, e muitos aspectos da condição humana. A família foi criada por Groening pouco antes de um campo para uma série de curtas animados com o produtor James L. Brooks. Groening criou uma família disfuncional e nomeou os personagens a partir de membros de sua própria família, substituindo Bart por seu próprio nome. Os curtas tornaram-se parte do The Tracey Ullman Show em 19 de abril de 1987 e, depois de três temporadas, o esboço foi desenvolvido em um show de horário nobre de meia hora e se tornou uma série de sucesso para Fox. A crescente popularidade da série motivou os desenvolvedores de jogos eletrônicos a criar jogos eletrônicos baseados na série. Duas máquinas de pinball também foram produzidas; um auto-intitulado, que só foi disponibilizado por um tempo limitado após o final da primeira temporada (1990) e The Simpsons Pinball Party (2003). Além disso, vários jogos de dispositivos portáteis foram lançados, como Bartman: Avenger of Evil (1990) e Bart Simpson's Cupcake Crisis (1991).
Os jogos eletrônicos baseados na série alcançaram várias plataformas desde a sua estreia em 1991. O primeiro lançamento de jogos eletrônicos d'Os Simpsons, The Simpsons, desenvolvido e publicado pela Konami, viu um lançamento no Commodore 64 e DOS, enquanto Bart vs. the Space Mutants (1991), desenvolvido pela Imagineering, expandiu a franquia para novas plataformas, incluindo o Amstrad CPC, NES e Master System. Nos próximos anos, a franquia continuaria a se expandir, lançando jogos exclusivos do sistema, como o Cartoon Studio do PC (1996) e o The Simpsons Wrestling da PlayStation (2001). O lançamento do The Simpsons Game (2007), desenvolvido pela EA Redwood Shores (Visceral Games), expandiu ainda mais a franquia, aparecendo em novas plataformas, incluindo Wii, Xbox 360 e PlayStation 3. Devido à longevidade da série, os jogos eletrônicos dos Simpsons também atravessou muitos gêneros, como o jogo de quebra-cabeça Krusty's Fun House (1992), o jogo esportivo Itchy & Scratchy in Miniature Golf Madness (1994) e o jogo de corrida Road Rage (2001). Os Simpsons também são uma das franquias destacadas nos jogos eletrônicos de brinquedos a vida Lego Dimensions (2015).

## Jogos eletrônicos
Até outubro de 2020, 27 jogos eletrônicos focados na série The Simpsons foram lançados. A tabela a seguir mostra o título correspondente, data de lançamento, produtora, desenvolvedora e as plataformas em que cada jogo foi lançado junto com qualquer outra informação relevante. Uma visão mais detalhada de cada jogo pode ser encontrada em seus artigos correspondentes.
|  | A célula não preenchida indica que o título não foi lançado em qualquer plataforma(s) pelos fabricantes especificados |
|  | A célula com console(s) de jogos indica que o título foi lançado na(s) plataforma(s) pelos fabricantes especificados  |

| Título                                     | Detalhes de lançamento | Plataforma(s) | Plataforma(s)          | Plataforma(s)         | Plataforma(s) | Plataforma(s)                                              |
| Título                                     | Detalhes de lançamento | Microsoft     | Nintendo               | Sega                  | Sony          | Outro                                                      |
| ------------------------------------------ | --- | ------------- | ---------------------- | --------------------- | ------------- | ---------------------------------------------------------- |
| Bart vs. the Space Mutants                 | - Lançamento: fevereiro de 1991 (NES) - Produtoras: Acclaim Entertainment, Ocean Software - Desenvolvedora: Imagineering                                       |               | NES                    | Game Gear Genesis SMS |               | Amiga Atari ST Amstrad CPC Commodore 64 IBM PC ZX Spectrum |
| The Simpsons                               | - Lançamento: março de 1991 (Arcade) - Produtora: Konami - Desenvolvedora: Konami                                                                              | XBLM          |                        |                       | PSN           | Arcade IBM PC Commodore 64                                 |
| Bart's House of Weirdness                  | - Lançamento: 1991 - Produtora: Konami - Desenvolvedora: Distinctive                                                                                           |               |                        |                       |               | IBM PC                                                     |
| Bart Simpson's Escape from Camp Deadly     | - Lançamento: novembro de 1991 - Produtora: Acclaim Entertainment - Desenvolvedora: Imagineering                                                               |               | Game Boy               |                       |               |                                                            |
| Bart vs. the World                         | - Lançamento: 1991 (NES) - Produtora: Acclaim Entertainment, Virgin Interactive Entertainment - Desenvolvedora: Imagineering                                   |               | NES                    | Game Gear SMS         |               | Amiga Atari ST                                             |
| Bart vs. the Juggernauts                   | - Lançamento: 1992 - Produtora: Acclaim Entertainment - Desenvolvedora: Imagineering                                                                           |               | Game Boy               |                       |               |                                                            |
| Bartman Meets Radioactive Man              | - Lançamento: 1992 (NES) - Produtoras: Acclaim Entertainment - Desenvolvedora: Imagineering                                                                    |               | NES                    | Game Gear             |               |                                                            |
| Bart's Nightmare                           | - Lançamento: 1992 (Super NES) - Produtoras: Acclaim Entertainment - Desenvolvedora: Sculptured Software                                                       |               | Super NES              | Genesis               |               |                                                            |
| Krusty's Fun House                         | - Lançamento: 1992 (NES) - Produtoras: Acclaim Entertainment, Virgin Games - Desenvolvedora: Audiogenic                                                        |               | Game Boy NES Super NES | Game Gear Genesis SMS |               | IBM PC                                                     |
| Bart & the Beanstalk                       | - Lançamento: 1995 - Produtora: Acclaim Entertainment - Desenvolvedora: Software Creations                                                                     |               | Game Boy               |                       |               |                                                            |
| Virtual Bart                               | - Lançamento: 30 de setembro de 1994 (Super NES) - Produtora: Acclaim Entertainment - Desenvolvedora: Sculptured Software                                      |               | Super NES              | Genesis               |               |                                                            |
| Itchy & Scratchy in Miniature Golf Madness | - Lançamento: novembro de 1994 - Produtora: Acclaim Entertainment - Desenvolvedora: Beam Software                                                              |               | Game Boy               |                       |               |                                                            |
| The Itchy & Scratchy Game                  | - Lançamento: 1995 (Genesis) - Produtora: Acclaim Entertainment - Desenvolvedora: Bits                                                                         |               | Super NES              | Game Gear Genesis     |               |                                                            |
| The Simpsons: Cartoon Studio               | - Lançamento: 1996 - Produtora: Fox Interactive - Desenvolvedora: Big Top                                                                                      | Windows       |                        |                       |               | Macintosh                                                  |
| Virtual Springfield                        | - Lançamento: 1997 - Produtora: Fox Interactive - Desenvolvedora: Digital Evolution                                                                            | Windows       |                        |                       |               | Macintosh                                                  |
| The Simpsons Bowling                       | - Lançamento: 2000 - Produtora: Konami - Desenvolvedora: Konami                                                                                                |               |                        |                       |               | Arcade                                                     |
| Night of the Living Treehouse of Horror    | - Lançamento: 21 de março de 2001 - Produtora: THQ - Desenvolvedora: Software Creations                                                                        |               | GB Color               |                       |               |                                                            |
| The Simpsons Wrestling                     | - Lançamento: 3 de abril de 2001 - Produtoras: Activision (AN) Electronic Arts (UE) - Desenvolvedora: Big Ape                                                  |               |                        |                       | PlayStation   |                                                            |
| Road Rage                                  | - Lançamento: 20 de novembro de 2001 (PS2) - Produtora: Electronic Arts - Desenvolvedora: Radical Entertainment                                                | Xbox          | GameCube               |                       | PS2           |                                                            |
| The Simpsons Skateboarding                 | - Lançamento: 12 de novembro de 2002 - Produtora: Electronic Arts - Desenvolvedora: The Code Monkeys                                                           |               |                        |                       | PS2           |                                                            |
| Road Rage                                  | - Lançamento: 2 de julho de 2003 - Produtora: THQ - Desenvolvedora: Altron Corporation                                                                         |               | GBA                    |                       |               |                                                            |
| Hit & Run                                  | - Lançamento: 16 de setembro de 2003 - Produtoras: Vivendi Universal Games - Desenvolvedora: Radical                                                           | Windows Xbox  | GameCube               |                       | PS2           |                                                            |
| The Simpsons Game                          | - Lançamento: 30 de outubro de 2007 - Produtora: Electronic Arts - Desenvolvedoras: EA Redwood Shores, Rebellion Developments                                  | Xbox 360      | Nintendo DS Wii        |                       | PS2 PS3 PSP   |                                                            |
| Minutes to Meltdown                        | - Lançamento: 2007 - Produtora: EA Mobile - Desenvolvedora: G5 Entertainment                                                                                   |               |                        |                       |               | Mobile                                                     |
| Itchy and Scratchy Land                    | - Lançamento: 2009 - Produtora: EA Mobile - Desenvolvedora: EA Mobile                                                                                          |               |                        |                       |               | Mobile                                                     |
| The Simpsons Arcade                        | - Lançamento: 9 de dezembro de 2009 (J2ME) - Produtora: EA Mobile - Desenvolvedora: IronMonkey                                                                 |               |                        |                       |               | iOS J2ME                                                   |
| Tapped Out                                 | - Lançamento: 27 de fevereiro de 2012 (iOS), 6 de fevereiro de 2013 (Android), 24 de junho de 2013 (Kindle) - Produtora: EA Mobile - Desenvolvedora: EA Mobile |               |                        |                       |               | iOS Android Kindle                                         |